# Spiridon Boiță
Spiridon Boiță (n. 8 iunie 1869, Tohanul Vechi, jud. Brașov  - d. în sec. al XX-lea) a fost un deputat în Marea Adunare Națională de la Alba Iulia, organismul legislativ reprezentativ al „tuturor românilor din Transilvania, Banat și Țara Ungurească”, cel care a adoptat hotărârea privind Unirea Transilvaniei cu România, la 1 decembrie 1918.:p. 53

## Biografie
S-a înrolat voluntar în Armata Română în mai 1913 în campania dusă de România contra Bulgariei. Întors acasă în august 1913 pune la cale cu Cătărău și Matei Mureșanu un plan pentru distrugerea statuii lui Arpad așezată de autoritățile maghiare pe muntele Tâmpa din Brașov, plan ce s-a înfăptuit în noaptea de 27 septembrie 1913.:p. 53
După izbucnirea Primului Război Mondial,  împreună cu alți 16 români, duce o activitate conspirativă pentru care este arestat împreună cu soția și fiica sa pe 23 octombrie 1915, petrecând trei ani în închisorile din Târgu Mureș, Cluj, Oradea, Cașovia și Budapesta. La 7 martie 1917 este condamnat de Curtea Marțială de Honvezi din Cluj la spânzurătoare împreună cu alți 8 români din cei 16 menționați mai sus, dar totuși este eliberat la 29 octombrie 1918.  :p. 53
La 23 noiembrie 1918 preia Prefectura județului Brașov ca mandatar al Consiliului Național Român, însă ulterior demisionează pentru un post în cadrul Siguranței Generale București, după care a practicat avocatura. :p. 54

## Activitate politică
A înființat Garda Națională Română din Brașov. A participat la Marea Adunare Națională de la Alba Iulia de la 1 decembrie 1918 ca reprezentant al comunei Tohanul Vechi, plasa Bran.:p. 54

## Recunoaștere
A fost numit membru al Ordinului Ferdinand I în calitate de Cavaler.